# Iris planifolia
Iris planifolia ist eine Pflanzenart aus der Gattung der Schwertlilien (Iris).

## Merkmale
Iris planifolia ist eine ausdauernde krautige Pflanzen, die Wuchshöhen von 15 bis 45 Zentimeter erreicht. Dieser Geophyt bildet Knollen, die oft unzutreffend „Zwiebeln“ genannt werden, als Überdauerungsorgane. Sie bildet fleischige Wurzeln aus. Die grundständigen Laubblätter sind 10 bis 30 Millimeter breit, nicht gleichartig zweiseitig und gewellt.
Die Blüten stehen meist einzeln, selten bis dritt. Die Blütenhüllblätter sind blau bis violett, selten weiß. Die inneren Blütenhüllblätter sind abstehend und halb so lang wie die äußeren. Die äußeren Blütenhüllblätter sind 50 bis 80 Millimeter lang und weisen in der Mitte eine papillöse, gelbe Linie auf.
Die Blütezeit reicht von November bis April.
Die Chromosomenzahl beträgt 2n = 24.

## Vorkommen
Iris planifolia kommt im südlichen Mittelmeerraum vor. Auf Kreta wächst sie in Phrygana in Höhenlagen von 150 bis 600 Meter.

## Belege
- Ralf Jahn, Peter Schönfelder: Exkursionsflora für Kreta. Mit Beiträgen von Alfred Mayer und Martin Scheuerer. Eugen Ulmer, Stuttgart (Hohenheim) 1995, ISBN 3-8001-3478-0.